# Orderías (Cudillero)
Orderías (en asturiano: Orderias) es una entidad de población española del municipio de Cudillero, perteneciente a la comunidad autónoma del Principado de Asturias.

## Toponimia
El nombre del lugar puede encontrarse mencionado con las variantes Orderia y Orderías.

## Historia
A mediados del siglo XIX, el lugar, ya por entonces perteneciente a la parroquia de Faedo y al ayuntamiento de Cudillero, tenía contabilizada una población de 83 habitantes. Aparece descrito en el decimosegundo volumen del Diccionario geográfico-estadístico-histórico de España y sus posesiones de Ultramar de Pascual Madoz de la siguiente manera:

ORDERIA: l. en la prov. de Oviedo, ayunt. de Cudillero y felig. de San Andrés de Faedo en el térm. de las Outedas: sit. en una colina oriental de monte Pascual sobre la hondonada que se forma entre dicho monte y altura de San Isidro ó loma de Faedo, por donde corre uno de los arroyos que constituyen el r. de Candalina, siendo el cuarto pueblo de dicha ladera siguiendo la encañada abajo: su terreno es medianamente fértil; pasa por este l. uno de los caminos que desde las Luiñas se dirige á Pravia, siguiendo el Pascual arriba y montando su cumbre, conociéndose esta travesia con el nombre de sierra de Argoma. prod.: escanda, maiz, habas, patatas y otros frutos. pobl.: 18 vec., 83 almas.
(Madoz, 1849, p. 299)

En la Enciclopedia universal ilustrada europeo-americana (1919) aparece mencionada como una aldea del municipio de Cudillero. En 2023, la entidad singular de población de Orderías tenía empadronados 3 habitantes.